# Грабли

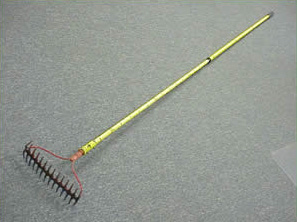
Ручные металлические двусторонние грабли

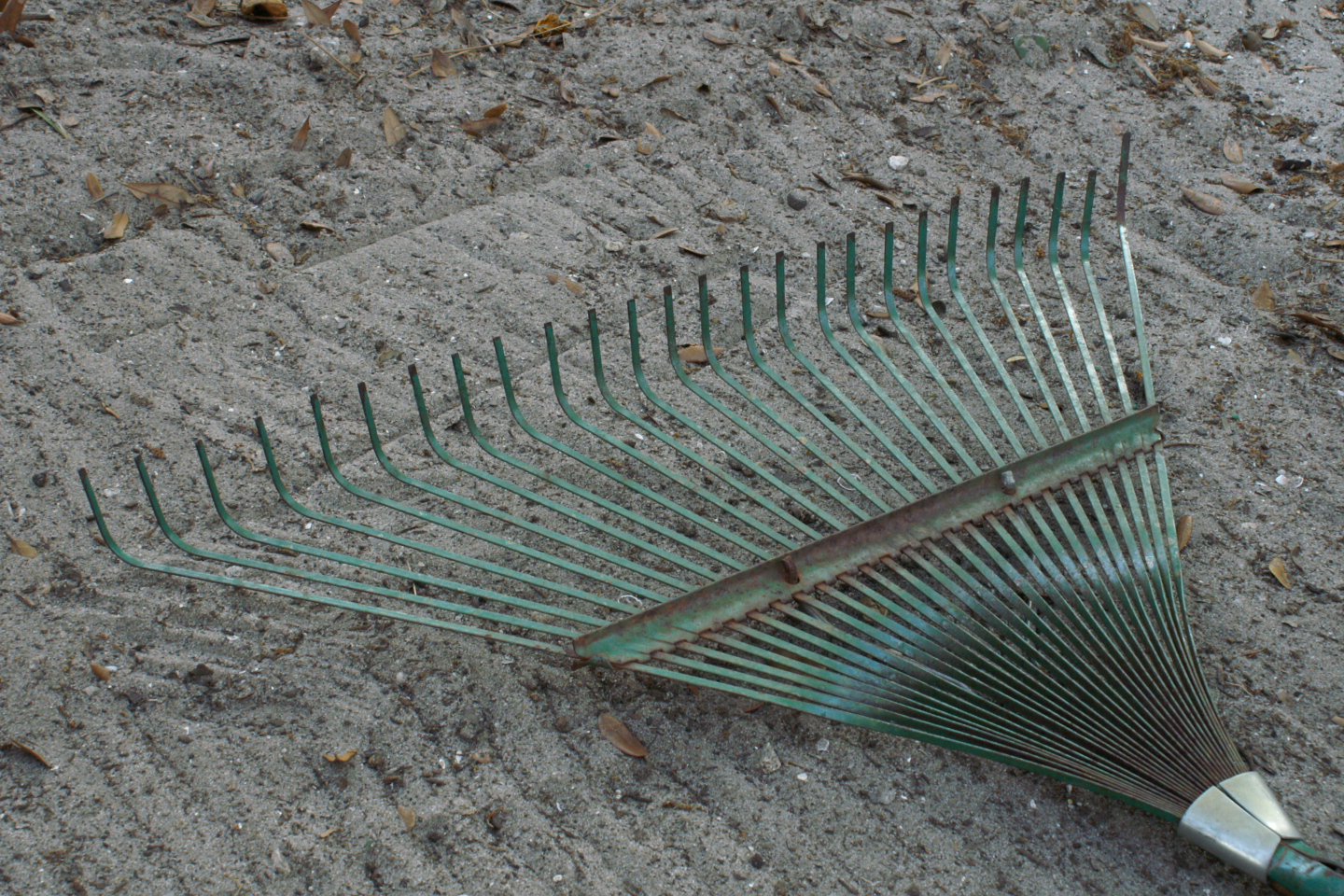
Веерные ручные грабли для уборки листьев

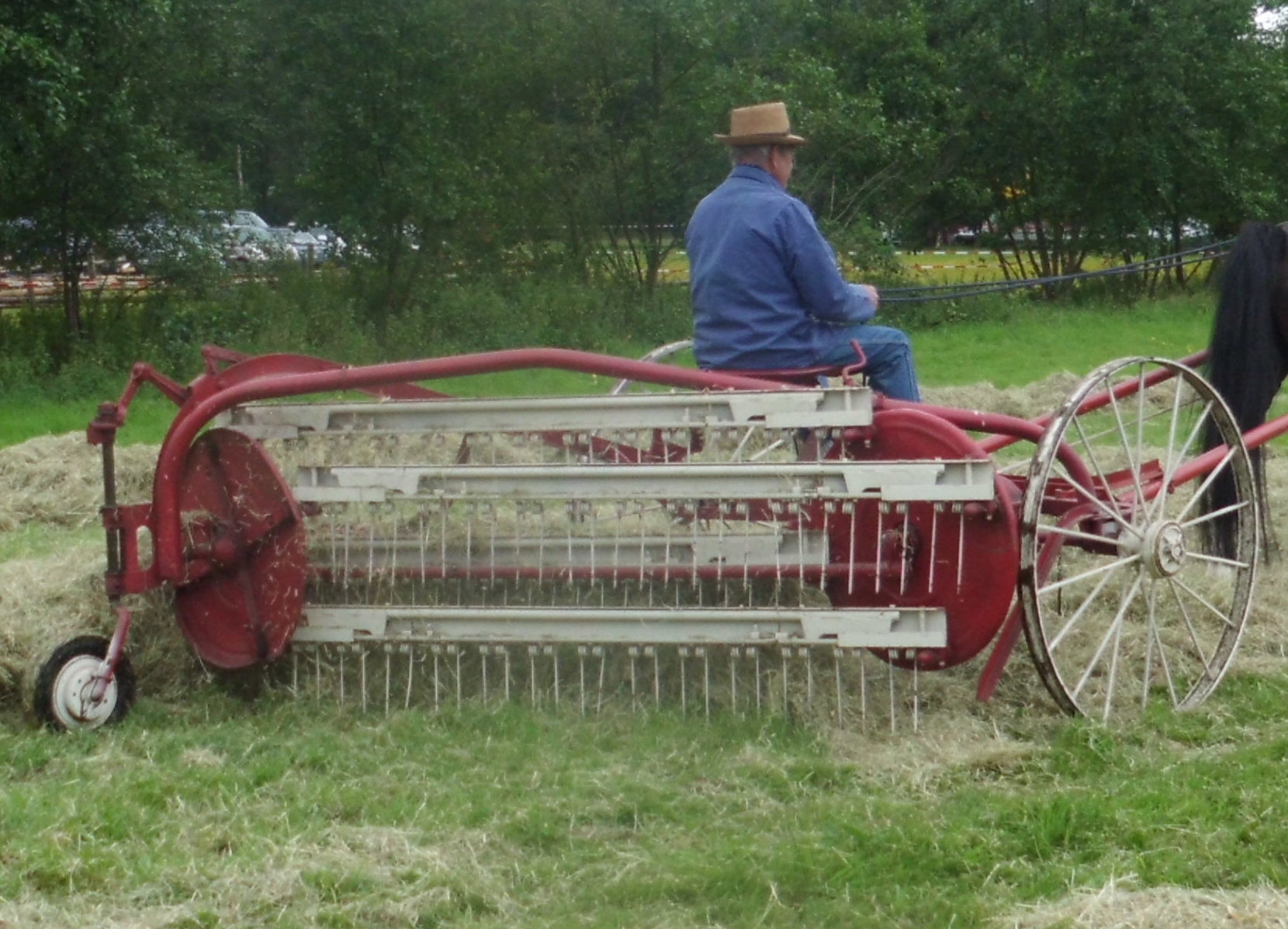
Конные барабанные грабли

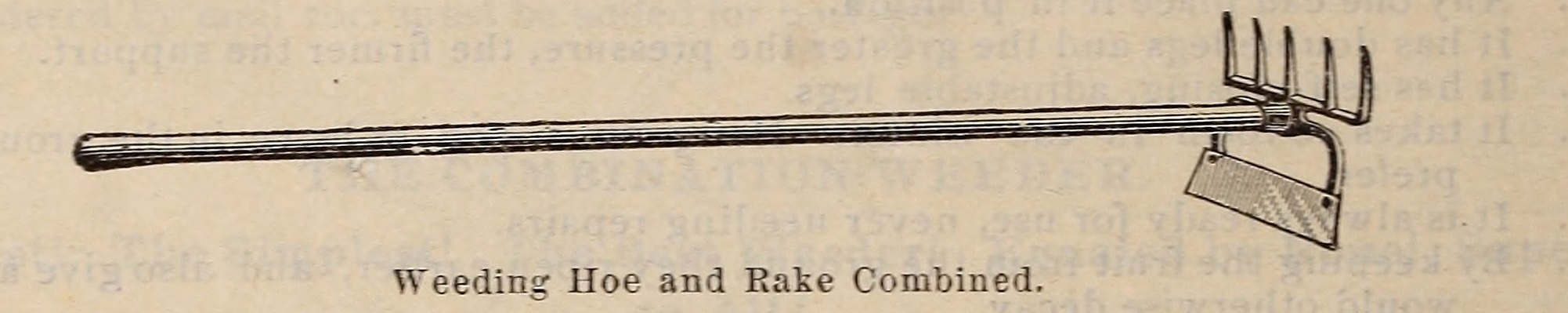
грабли соединённые с тяпкой 1898 год

Гра́бли — сельскохозяйственный инструмент, применяемый для грабления, сгребания, валкования или сгромаживания сена, соломы переворачивания её и вообще при уборке культивируемых растений, сгребания опавшей листвы, мусора, очистки от выкопанных корней сорных трав, а также для лёгкого разрыхления почвы между рядами растений, разбивания комьев перекопанной почвы.
Процесс работы граблями по сгребанию называется грабление, от глагола грабить (не следует путать с грабить при ограблении). Также применяется слово «скородить».
Работающих граблями называли в прошлом гребщик, гребчиха, громадильник, громадильница, громадильщик, громадильщица.

## Описание

### Грабли бывают[7][8]
- ручными:

деревянные — для уборки сена, зерновых культур, молотьбе и других сельхозработах;
металлические — в основном в индивидуальном садоводстве, для обработки почвы, сгребания листьев и других лёгких работах;
- конными:

поперечные;
боковые;
- тракторными.

Ручные грабли состоят из деревянного или железного бруска — «хребта», в который через сквозные дыры вколочены деревянные или железные «зубья» и перпендикулярно «хребту» укреплена деревянная ручка длиной в рост человека («грабелина, грабловище»), которая или вилообразно разделена на конце (эрфуртские огородные грабли, деревянные с железными зубьями), или имеет вид прямой палки, вложенной в отверстие, сделанное в хребте, и соединённой с последним железными дугообразными скреплениями (американские железные грабли), или, наконец, вставляется в железную втулку, припаянную к хребту и иногда помещающуюся «на ножках» (английские грабли).
Все указанные параметры различаются в зависимости от назначения граблей.

## Разновидности грабель

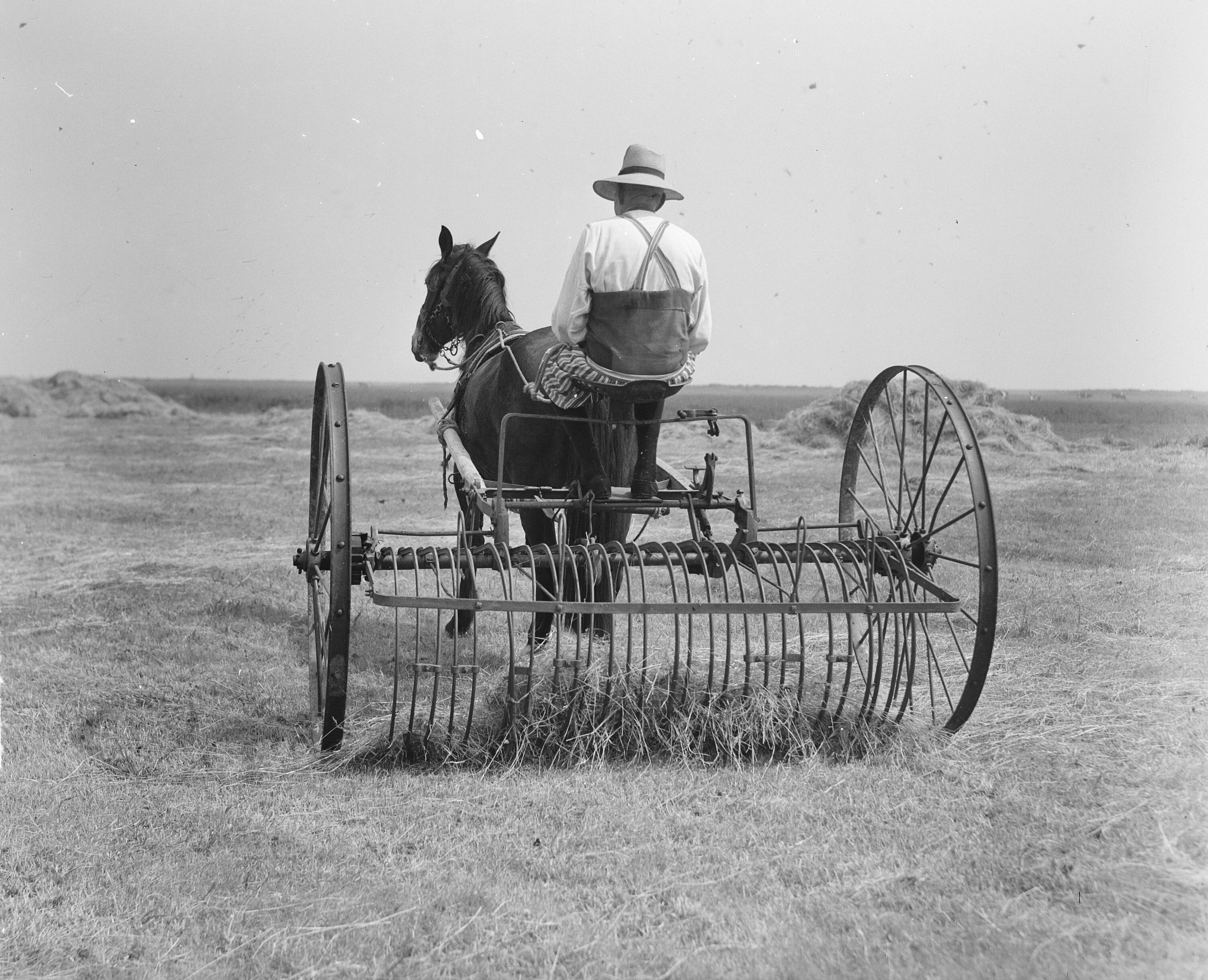
Поперечные зубовые конные грабли

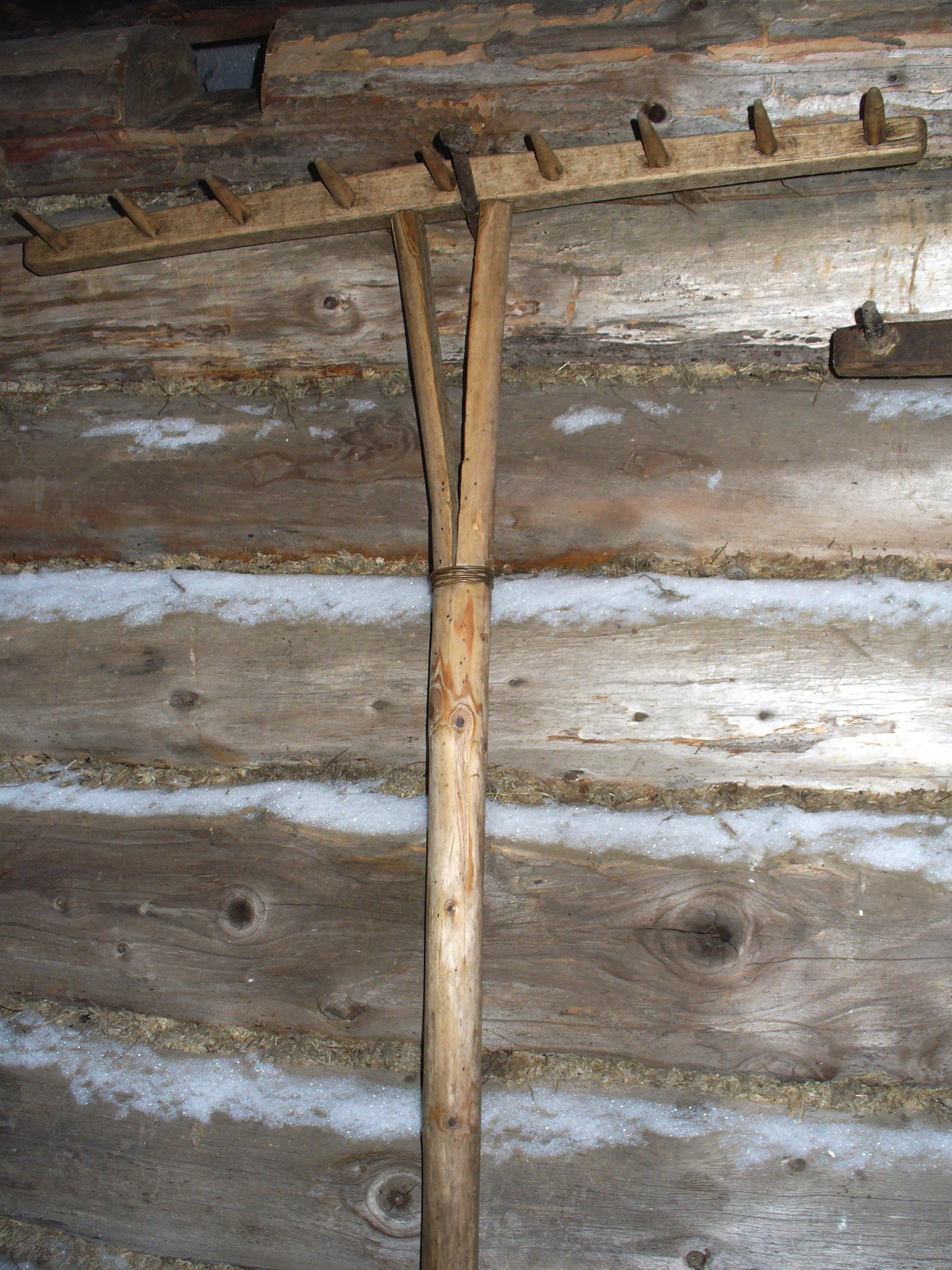
Деревянные ручные грабли для сена

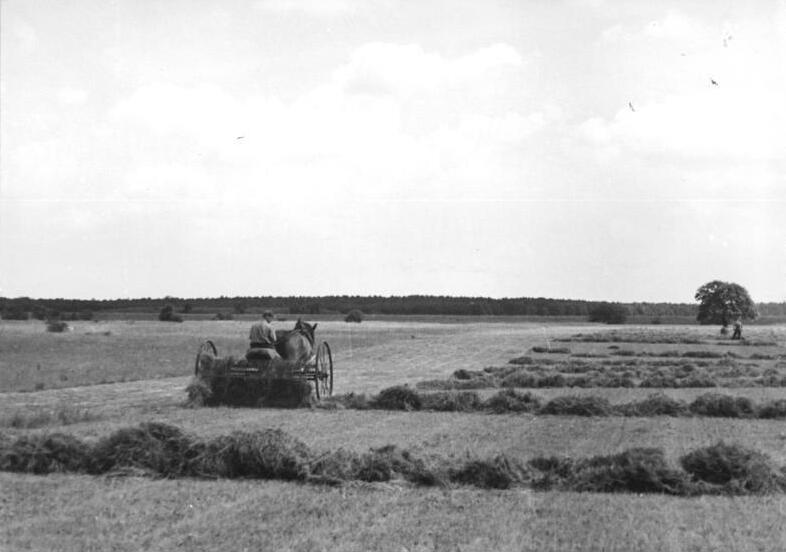
Сгребание сена в валки поперечными зубовыми конными граблями

Небольшие грабли с особенно длинными зубьями, прикрепляемые к косе и помогающие более правильному укладыванию скашиваемого хлеба, называют грабками, а маленькие грабли, употребляемые при сборе ягод с низких кустов, но пригодные и для всцарапывания поверхности почвы возле растений, — грабилкой. В лесном хозяйстве устраиваются грабли с крестообразным хребтом или в виде буквы S, с длинными и толстыми зубьями и длинными железными ручками (это ручная борона Куттлера (Plaggenegge) и культиватор Баумшейда), которые служат для приготовления посадных ямок, для чего втыкаются в почву и поворачиваются в ней на полный оборот.
Конные грабли — для сгребания сена или хлебных колосьев, иногда для окончательной подготовки пашни к рядовому посеву. Они состоят из рамы, колёсного хода, сиденья для рабочего, оглобель или дышла для упряжки, грабильного прибора из изогнутых зубьев и особого подъёмного снаряда. Различают две системы: американские грабли, наиболее у нас распространённые, зубья которых сделаны из круглой закалённой стальной проволоки не толще 9,5 мм (³/8 дюйма) и насажены на общий брусок, колёса деревянные, и сиденье прикреплено к оглоблям.
Английские грабли с толстыми зубьями, имеющими в поперечном разрезе преимущественно прямоугольную форму, иногда овальную, крестообразную или в виде буквы Т, помещёнными на общем стержне, с железными колёсами и сиденьем, помещённым на бруске; они сравнительно уже, но тяжелее. Особенно важно хорошее устройство грабельного прибора: зубья его должны отличаться упругостью, и в то же время каждый из них должен быть настолько подвижен, чтобы легко мог подниматься на неровностях почвы до некоторой высоты. Подъёмный снаряд, служащий для изменения положения бруска или рамы, что вызывает поднятие или опускание зубьев, приводится в движение или надавливанием педали ногой рабочего, сидящего на орудии, или автоматически, без участия рабочего, вследствие хода самих граблей — это самодействующие грабли, очень в настоящее время распространённые. Работа конных граблей в течение 10 часов, при одном рабочем, колеблется от 7 га (6—7 десятин) (при (7-футовой) ширине 2174 мм и упряжке в оглобли одной лошади) до 9,5 га (8—9 десятин) (при (9-футовой) ширине 2736 мм и упряжке в дышло пары лошадей).

### В живописи

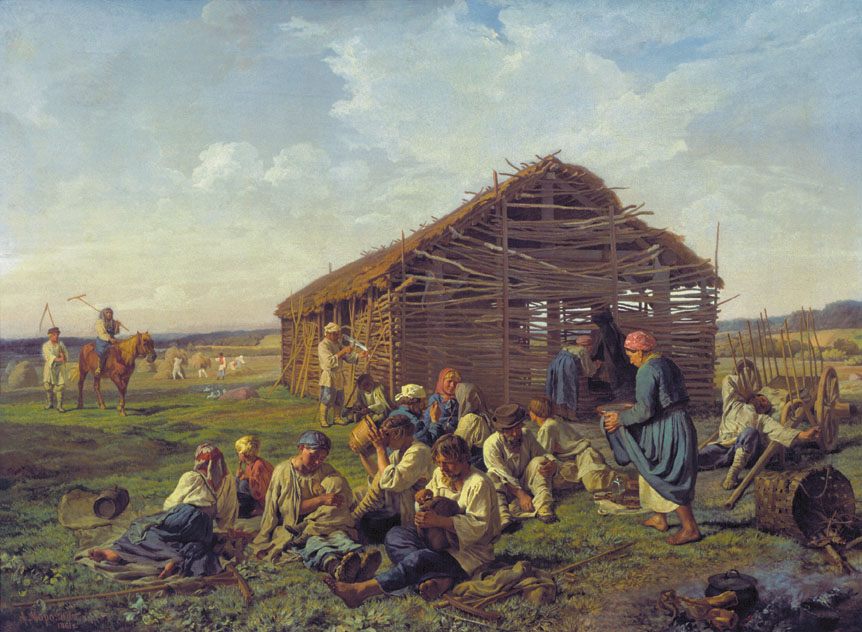
«Отдых на сенокосе». Картина художника А.И.Морозова, 1861

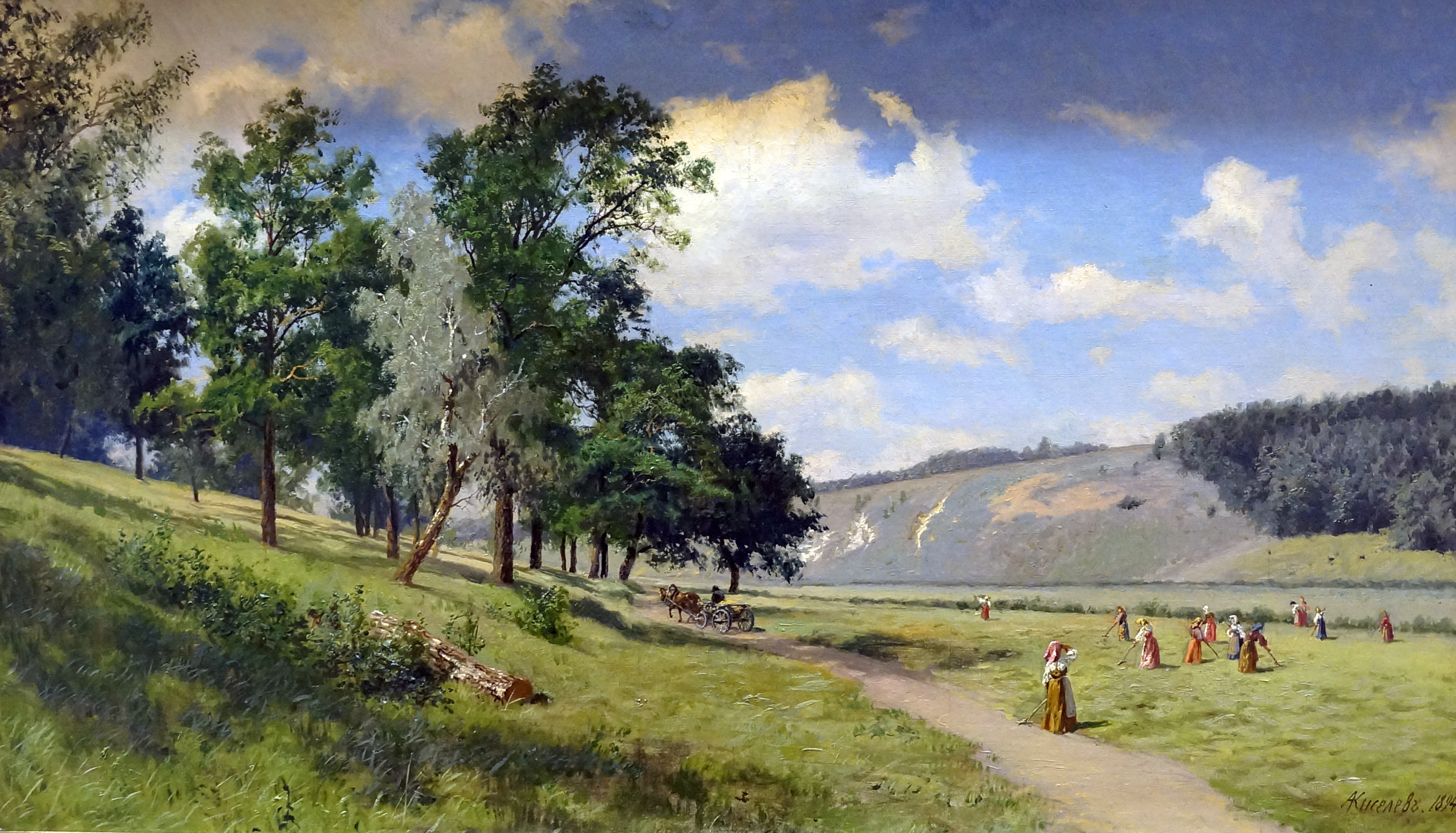
«Сенокос». Картина художника А.А.Киселёва, 1894

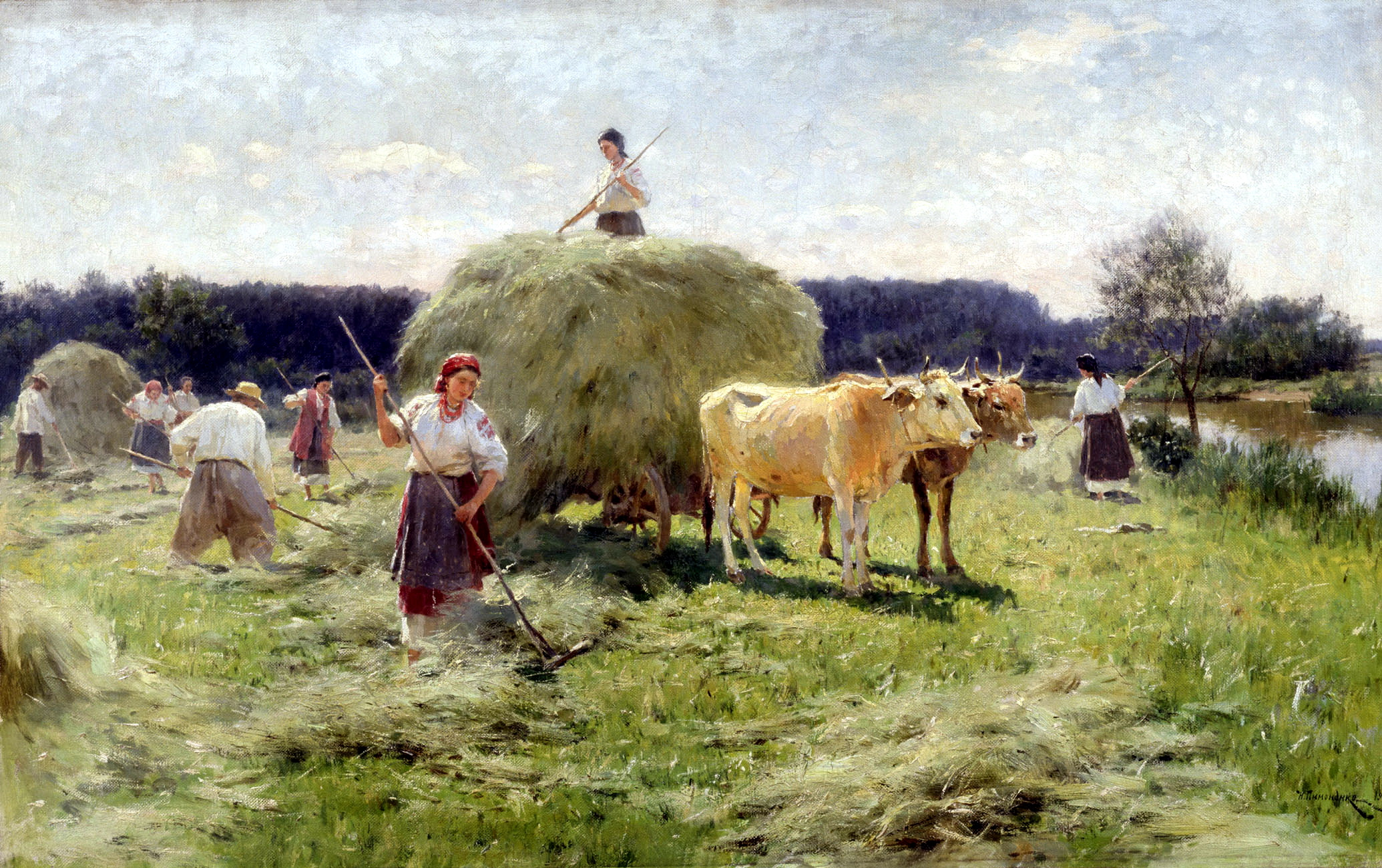
«Сенокос». Картина художника Н.К.Пимоненко, ранее 1912